# Jód-klórmetán
A jód-klórmetán folyékony szerves vegyület, a metán halogénezett származéka, mely jól oldódik acetonban, benzolban, dietil-éterben és alkoholban. Törésmutatója 1,5812–1,5832.
Pnma tércsoportú ortorombos kristályszerkezetben kristályosodik, rácsállandói: a = 6,383, b = 6,706, c = 8,867 (·10−1 nm).
A jód-klórmetánt felhasználják ciklopropilezésre (Simmons–Smith-reakció), Mannich-reakció során, aminometilezésben, epoxidálásban, gyűrűnyitási reakciókban és terminális alkénekre történő addícióra. Gyakran használják dijódmetán helyett, mivel nagyobb kitermelés érhető el vele, és szelektivitása is jobb.

## Fordítás
Ez a szócikk részben vagy egészben a Chloroiodomethane című angol Wikipédia-szócikk ezen változatának fordításán alapul.  Az eredeti cikk szerkesztőit annak laptörténete sorolja fel. Ez a jelzés csupán a megfogalmazás eredetét és a szerzői jogokat jelzi, nem szolgál a cikkben szereplő információk forrásmegjelöléseként.

### Külső hivatkozások
- Usage in organic synthesis